# 梁閔帝
梁閔帝蕭淵明（？—556年6月2日），字靖通，蕭懿之子，梁武帝蕭衍之姪。

## 生平
蕭淵明最早封貞陽侯，後擔任豫州刺史；在侯景背叛東魏投降南梁之時，蕭衍命蕭淵明與侯景北伐攻打東魏，結果蕭淵明兵敗被慕容绍宗俘虏。侯景曾伪造东魏书信称愿意放还萧渊明交换侯景，萧衍回信答应“贞阳朝至，侯景夕返”，侯景遂骂萧衍薄心肠而作乱。
後在西魏攻陷江陵殺害梁元帝時，王僧辩、陈霸先意图拥立元帝子萧方智为帝，先立萧方智为梁王；北齊文宣帝高洋與上黨王高渙於555年送回蕭淵明，準備讓蕭淵明成為北齊支持的傀儡皇帝，王僧辩未能抵抗齐军，于是接受萧渊明，但要求立萧方智为皇太子；五月丙午（7月1日），蕭淵明於是即帝位，改年號為天成，并立萧方智为皇太子。不久後陳霸先诛王僧辯，並於九月丙午（10月29日）廢蕭淵明，改立蕭方智為皇帝。蕭淵明改封建安公。
绍泰二年（556年）五月，北齊要求南梁送回蕭淵明，陳霸先也準備將蕭淵明送還北齊。但還沒有出發蕭淵明便於五月癸未（6月2日）病故。蕭莊在北齊支持下稱帝之後，諡蕭淵明為閔皇帝。

## 家庭

### 夫人
- 王皇后，南梁侍中、开府仪同三司、丹阳尹王莹之女

### 子孙
- 子：萧章[3]
- 子：萧盾，高唐郡王。
  - 孫：萧岱，代郡太守、高邑公。[4]
    - 曾孫：萧憬，湖州司馬。[5]
      - 玄孫：萧元祐，郢州京山縣令。
        - 五世孫：萧誼，司農寺主簿。
          - 六世孫女：行嚴（732年－796年），僧人。[6]
          - 六世孫：萧放（742年－783年），排行第四，河南府兵曹參軍。夫人河東薛氏（－783年），平陽郡王薛嵩之女。
            - 七世孫：蕭縱，排行第一，潤州別駕兼殿中侍御史。
            - 七世孫：蕭絳，排行第二，青州北海縣尉。
            - 七世孫：蕭綬，排行第三，魏州參軍。
            - 七世孫女：蕭氏，排行第一，嫁朗州録事參軍陸琳。
            - 七世孫女：蕭氏，排行第二，嫁滄景從事、監察御史薛郢。
            - 七世孫女：蕭氏，排行第三，嫁鄉貢進士殷從長。[7]

      - 玄孫：萧元祚（640年－706年），字元祚，排行第五，袁州萍鄉縣令。夫人晉昌唐氏（－715年），尚乘直長唐綱長女。[5]
        - 五世孫：蕭光隣，果毅都尉。[4]
        - 五世孫：萧誠，司勳員外郎。[5]
        - 五世孫：萧諒（690年－747年），字子信，臨汝郡太守、桂陽郡司馬。夫人咸寧縣君京兆韋氏，坊州刺史韋餘慶之孫，奉先縣令韋景駿之女。[4]
          - 六世孫：萧直（724年－769年），字正仲，排行第一，給事中，贈吏部侍郎。[8]
            - 七世孫：蕭策，檢校員外郎。[9]
            - 七世孫：蕭密
            - 七世孫：蕭莒[8]
            - 七世孫：蕭節
            - 七世孫：萧革，邵州刺史。
              - 八世孫：蕭嶰，字應之
                - 九世孫：蕭說，字僧弼

              - 八世孫：萧鄴，字啟之，唐宣宗时宰相。
              - 八世孫：蕭峴
                - 九世孫：蕭翥，字文舉[9]

          - 六世孫：萧立（726年－），排行第二，殿中侍御史，赠考功郎中。[10]

      - 玄孫：蕭元禮（648年－698年），字令恭，定州鼓城縣丞，定州失陷後被突厥殺害，贈相州刺史。夫人敦煌張氏，鄯州都督張師昉之孫，閬州參軍張斌之女。[11]
        - 五世孫：蕭𧬨（673年－735年），商州刺史。夫人畢氏。
          - 六世孫：蕭坦[12]

        - 五世孫：蕭諼（684年－743年），字諼，義陽郡太守。夫人河東柳氏。
          - 六世孫：蕭倚[13]
          - 六世孫：蕭均（730年－752年）
          - 六世孫女：蕭氏，嫁潁川郡長葛縣主簿馮偁。[14]
          - 六世孫女：蕭寵，嫁馮翊郡朝邑縣尉沈氏。[15]

        - 五世孫：蕭詮，大理評事。
          - 六世孫：蕭震（735年－792年），大理評事[16][7]、成都府功曹。夫人河東暢氏[16][7]。
            - 七世孫：蕭範

          - 六世孫：蕭某
            - 七世孫：蕭纂[16]

      - 玄孫：蕭元禎，慶州司馬。
        - 五世孫：蕭詢，申州錄事參軍。
          - 六世孫：蕭怤（713年－768年），右武衛長史。夫人南陽張氏（731年－807年），緱氏縣主簿張懷道之孫，祠部郎中張曉之女。
            - 七世孫：蕭綵[17]
            - 七世孫：蕭緄[18]

      - 玄孫：蕭元福，泗州司士參軍。
        - 五世孫：蕭讓（687年－734年），字讓，排行第一，管城縣主簿。[19]

      - 玄孫：蕭某
        - 五世孫：蕭某
          - 六世孫：蕭某
            - 七世孫：蕭籍，太子右庶子。[7]

## 延伸阅读
[在维基数据编辑]
 《北齊書/卷33》，出自李百药《北齊書》